# منتخب كرواتيا لهوكي الجليد للناشئين
منتخب كرواتيا لهوكي الجليد للناشئين هو ممثل كرواتيا الرسمي في المنافسات الدولية في هوكي الجليد للناشئين
.